# Едвардс (авіабаза)
Авіабаза «Едвардс» (англ. Edwards Air Force Base) — авіаційна база Військово-повітряних сил Сполучених Штатів, розташована в США, штат Каліфорнія. Свою назву отримала на честь льотчика-випробувача ПС США Глена Едвардса (англ. Glen Edwards).
Серед інших споруд на базі знаходиться злітно-посадкова смуга 15/33, яка, завдяки своєму подовженню поверхнею висохлого солоного озера Роджерса, є ЗПС найбільшої протяжності у світі, її довжина становить 12100 м; однак, через свій військовий статус і ґрунтове покриття вона не призначена для приймання цивільних суден. ЇЇ відкрито для приземлення випробувальної моделі космічного корабля «Ентерпрайз». Авіабазу використовують для приземлення «космічних човнів» — і одночасно є резервним аеродромом нарівні з основним у Флориді.